# La Légende de la Soie
Pour plus de détails, voir Fiche technique et Distribution.
La Légende de la Soie est un dessin animé réalisé par Paul Grimault, sorti en 1951. Il s'agit d'une publicité pour le syndicat de la soie.

## Synopsis
La fille d'un roi en voyage en Asie voudrait acheter de beaux papillons. Il s'avère que ces papillons, qu'elle ramène dans son pays, donneront des vers à soie.

## Fiche technique
- Réalisation : Paul Grimault
- Genre : film publicitaire animé
- Durée : 107 secondes